# Pierre Espérance
 (septembre 2020).
Pour les articles homonymes, voir Espérance.
Pierre Espérance, né en Haïti le 28 juin 1963, est un défenseur des droits humains en Haïti, Secrétaire général Directeur exécutif du Réseau National de défense des droits de l'homme (RNDDH).

## Biographie
Pierre Espérance est sociologue de formation et membre fondateur de Réseau de défense des droits humains depuis 1995. En mai 2013, il est élu secrétaire général de la fédération internationale des droits de l'homme. Il a également apporté son soutien a l'Association pour la Promotion de la Santé Intégrale de la Famille (APROSIFA). Militant des droits humains en Haïti, Espérance a écrit le 10 décembre 2019 un article qui explique les différents problèmes de la justice haïtienne. Il a été menacé de mort à travers une lettre datée 6 décembre 2016 au nom d'une organisation dénommée Baz dlo nan je. Pierre Espérance, directeur exécutif du RNDDH a reçu le 3 avril 2017 la lettre de démission de Marie Yolène Gilles après 17 ans de services au sein de cet organisme de défense et de promotion de droits humains en Haïti .
Dans un document publié le 7 mai 2020, le RNDDH, par la voix de Pierre Esperance, « en condamnant ces actes d’intimidation et de persécution, tient a informé la population en général et l'ULCC en particulier, qu'il compte continuer à se battre pour le respect des droits humains et l’établissement en Haïti d’un État de droit démocratique où les institutions respectent les limites qui leur sont imposées par la loi »

## Prix
Pierre Espérance reçoit le prix des droits de l'homme de l'Ambassade des États-Unis en 2002.